# غنلوجة
غنلوجة هي قرية في مقاطعة مشكين شهر، إيران. يقدر عدد سكانها بـ 226 نسمة بحسب إحصاء 2016.